# Stotzheim (Hürth)

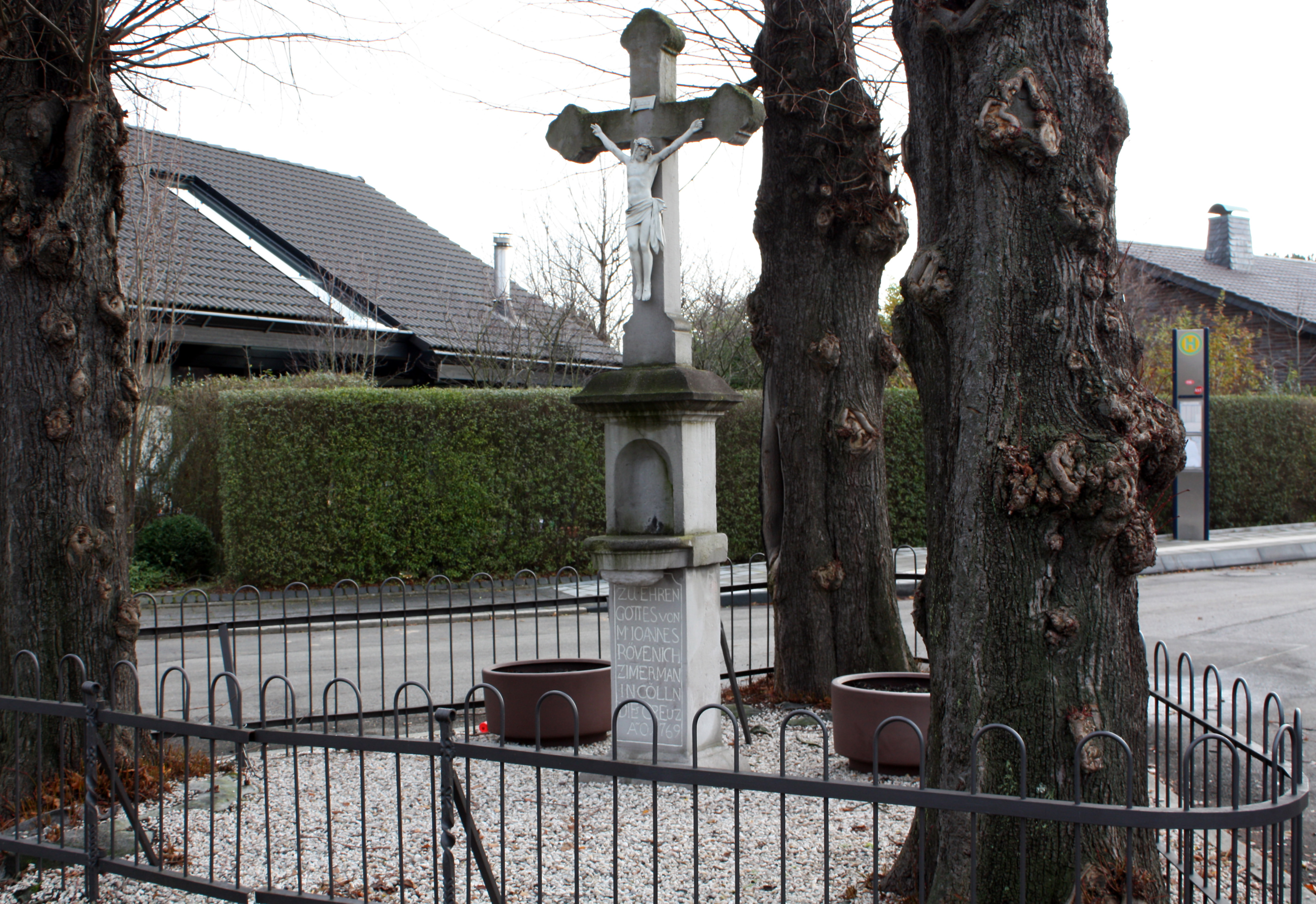
Wegekreuz Rodderstraße, 1796

Stotzheim ist ein Ortsteil der Stadt Hürth im Rhein-Erft-Kreis südwestlich von Köln. Es wird Stiefmütterchen-Dorf genannt. Es hat 1812 Einwohner (Stand: 31. März 2022).

## Geografie
Stotzheim liegt auf der flachen Mittelterrasse im westlichen Teil der Kölner Bucht. Die Böden sind durch eine Lössbedeckung fruchtbar, wenn sie auch nicht die gleiche Windschutzlage haben wie die der Lagen im inneren Winkel der Bucht. Hier wird deshalb, vor allem wegen der Nähe zu Köln, Gemüse- und Feldblumenanbau betrieben. Durch Stotzheim fließt (im Ort kanalisiert unterirdisch) der Stotzheimer Bach, der auch den Burggraben der ehemaligen Burganlage Schlebuschhof im Südwesten des Ortes speist.

## Geschichte
Aus der Nähe des Ortsteils Stotzheim sind einzelne römische Fundstücke bekannt. Stotzheim wird 1223 erstmals urkundlich erwähnt als Burghof einer Maria von Stotzem, der zum Kölner Adels-Stift St. Maria im Kapitol gehörte. Dies ist der heutige immer noch grabenbewehrte Schlebuschhof. Ein weiterer Hof war der Hospitalhof, an den noch die Hospitalstraße erinnert. Um diese Höfe gruppierte sich ein kleiner Weiler. Stotzheim gehörte seit der Zeit Napoleons 1800 zur Mairie Efferen, seit 1815 zur Bürgermeisterei Efferen, mit der es 1932 zur Großgemeinde, jetzt Stadt Hürth zusammengeschlossen wurde.

## Sehenswürdigkeiten
- St. Brictius (Hürth), eine St. Brictius gewidmete katholische Kirche. Das Patrozinium ist dem Nachfolger des Heiligen Martin von Tours gewidmet und deutet so auf eine frühe fränkische Eigenkirche des Burghofes als Vorgängerbau hin. Der heutige dreischiffige Bau stammt von 1936 und dem Kölner Architekten Karl Band und wurde nach Kriegsschäden und einem Brand 1987 jeweils wieder hergerichtet.

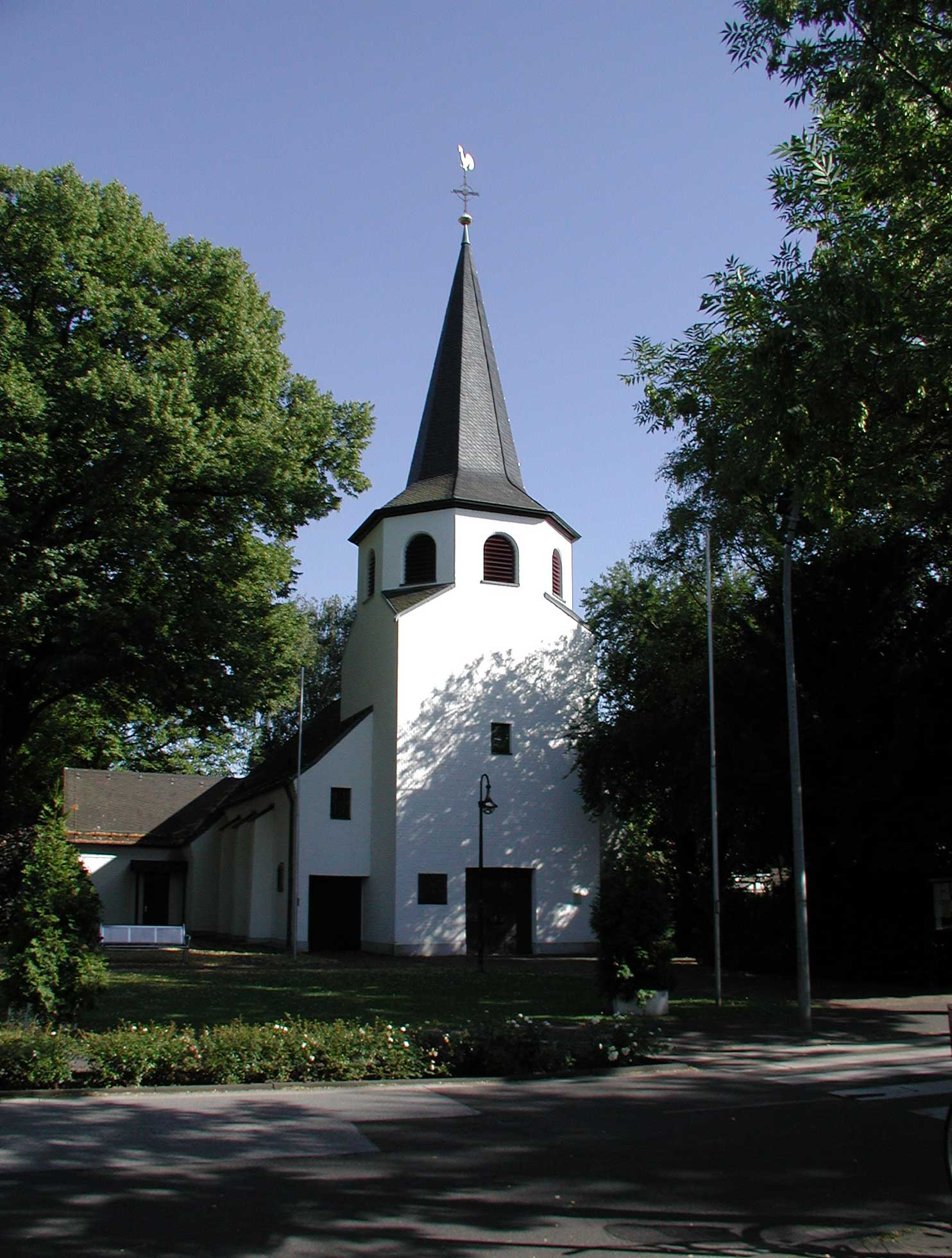
St. Brictius
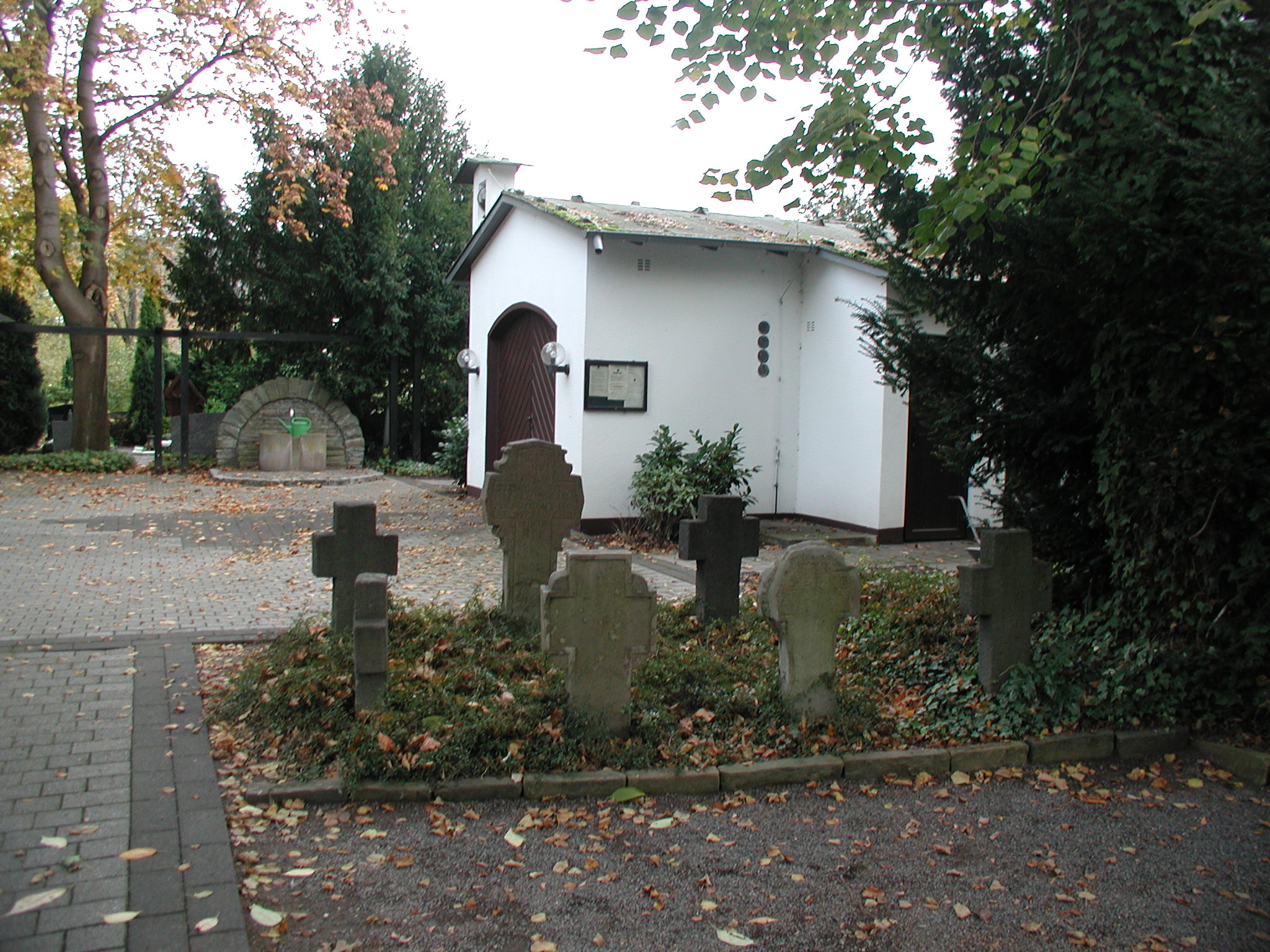
Grabsteine von Besitzern der Gutshöfe
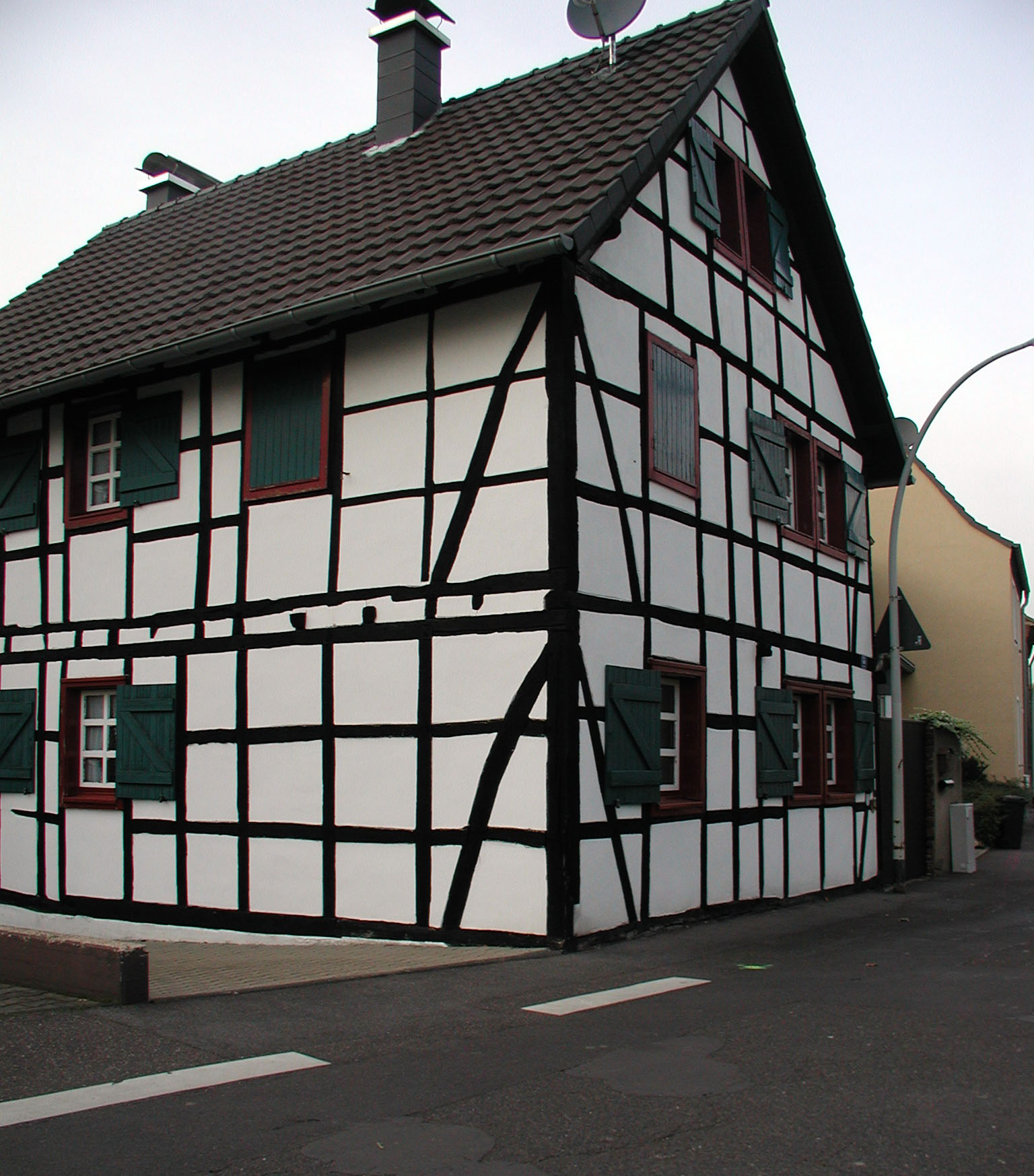
Fachwerk
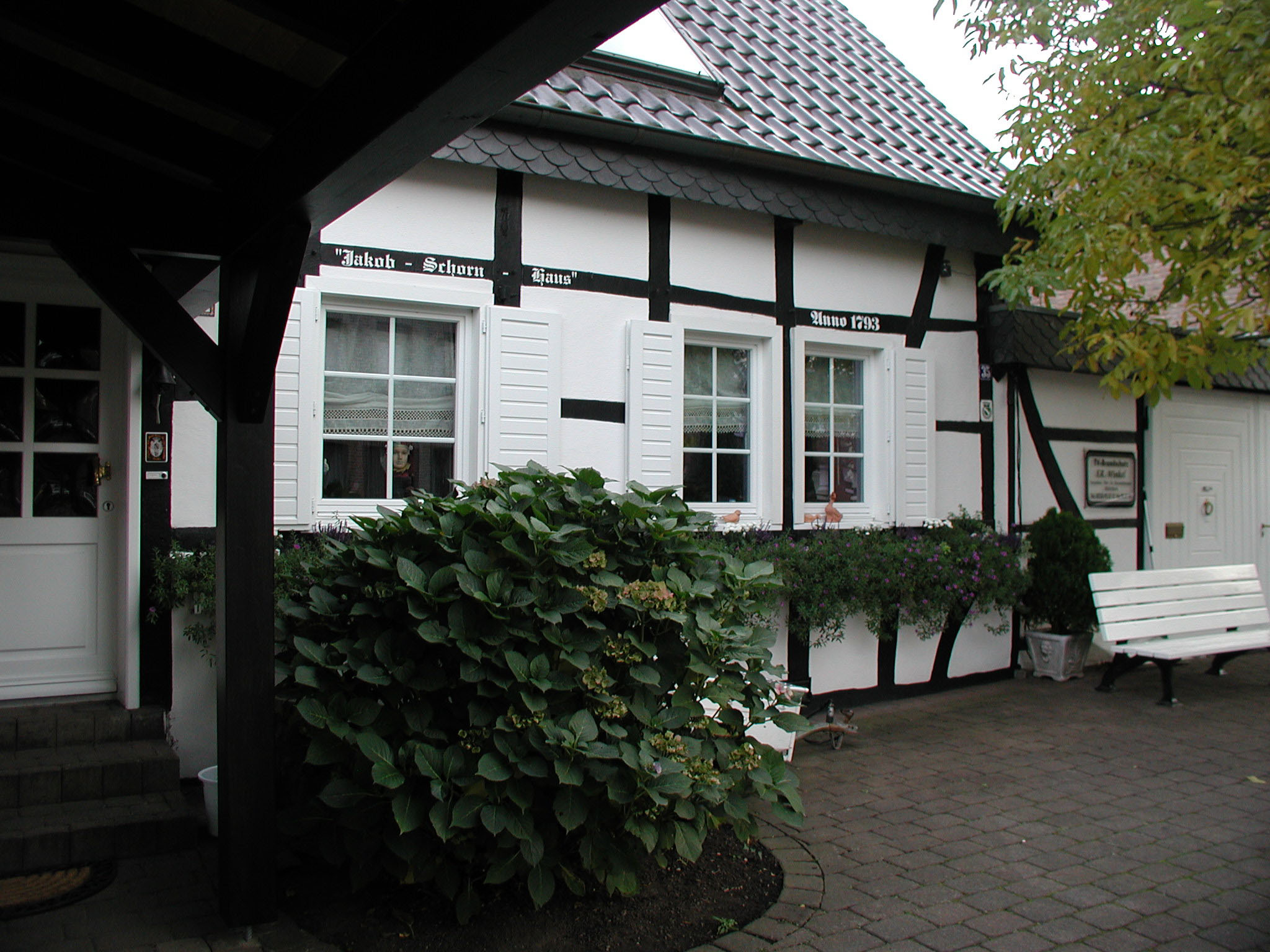
Anno 1793
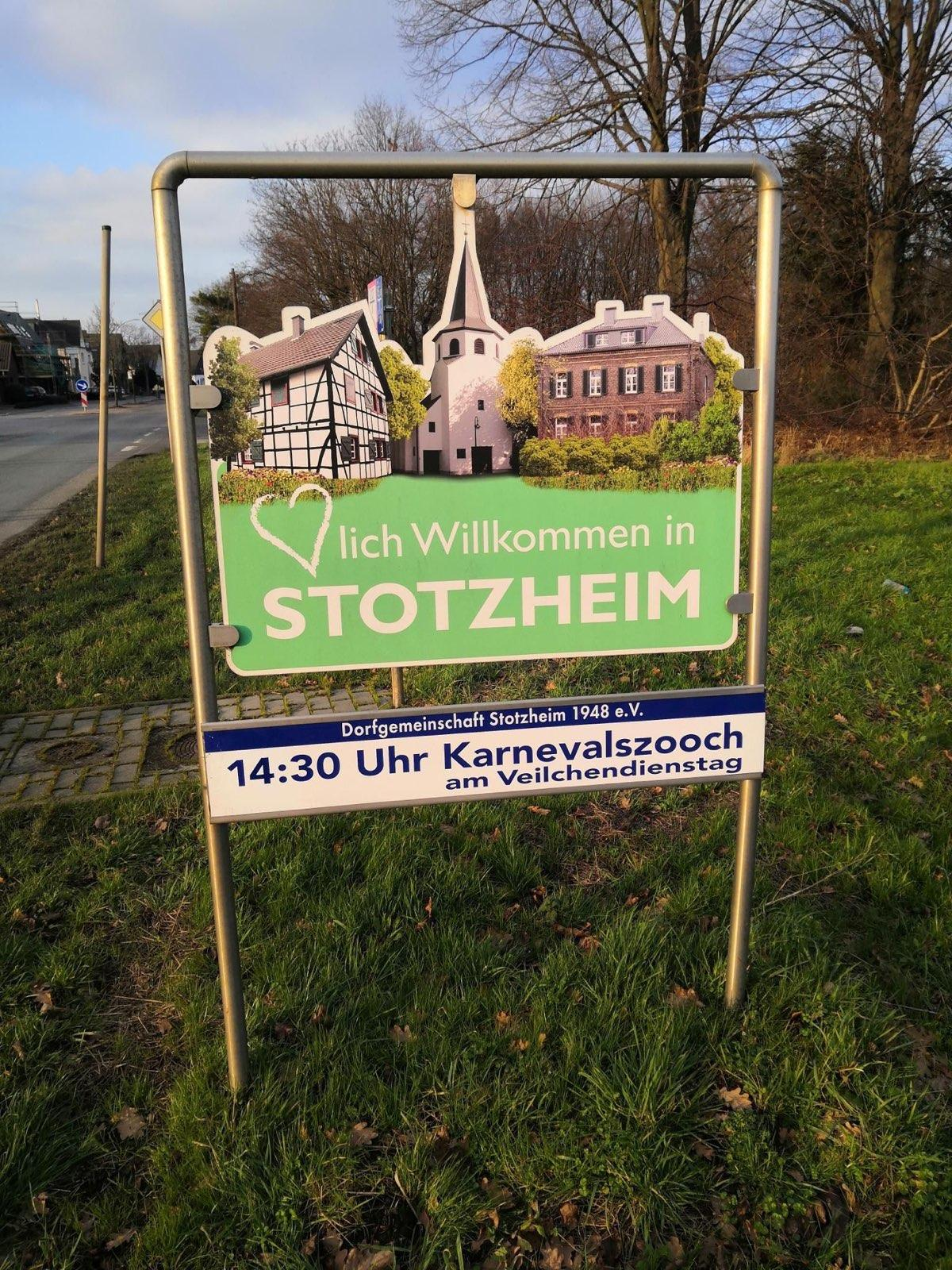
Willkommensschild der Dorfgemeinschaft

Auf dem Kirchhof stehen noch 9 Grabsteine von Besitzern der Gutshöfe in Stotzheim. Der älteste ist aus dem Jahre 1524.
- Herrenhaus des Schlebuschhofs, einer viereckigen Hofanlage mit Wassergraben (Privatgelände, kein Zutritt).
- Zwei Fachwerk-Katen aus dem 18. Jahrhundert.

## Infrastruktur
In der Keutenstraße zwischen Hof und Berrenrather Straße liegt ein kleines Zentrum mit Geschäften des täglichen Bedarfs.

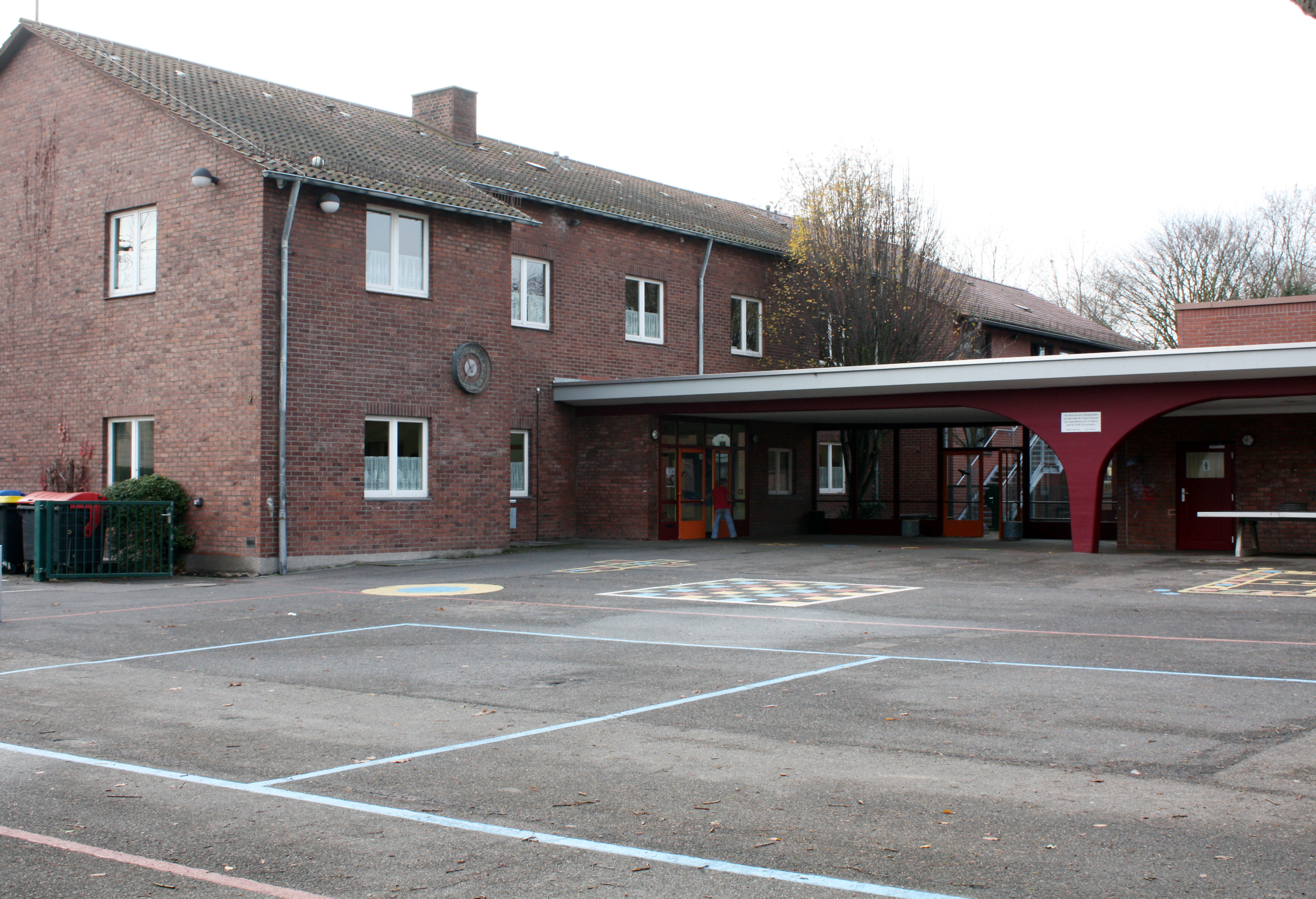
Milos-Sovak-Schule
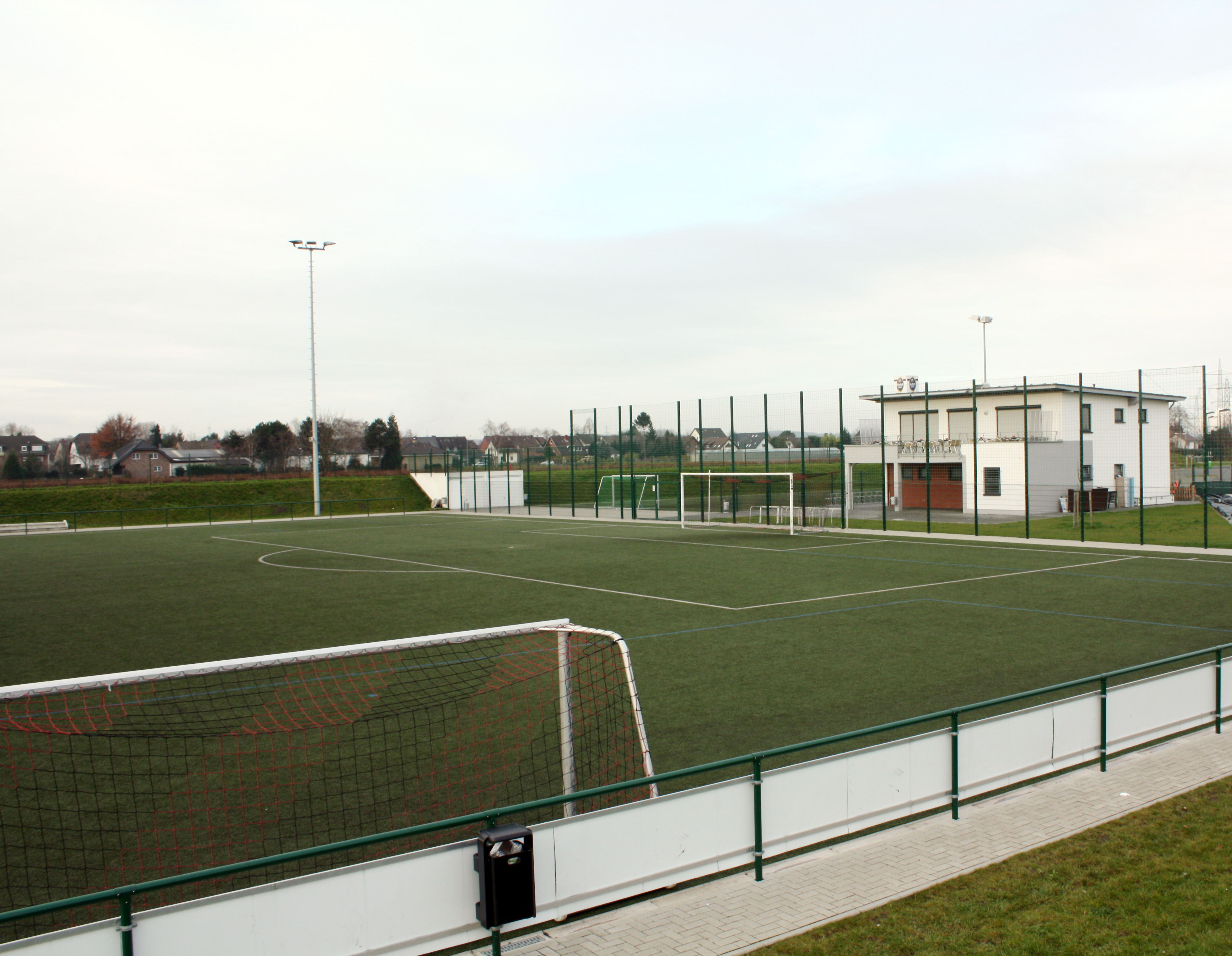
Sportpark mit Allwetterspielflächen

Die Milos-Sovak-Schule, die vom Kreis unterhaltene Förderschule mit dem Schwerpunkt Sprache, benannt nach dem 1989 verstorbenen Prager Professor für Logopädie, hat überörtliche Bedeutung. Für die Kleinsten gibt es die viergruppige Kindertagesstätte Zwergengarten.
Im Gebäude des ehemaligen katholischen Kindergartens hat sich eine ärztliche Praxisgemeinschaft eingerichtet.
Der örtliche Sportverein erhielt einen modernen Kunstrasenplatz, weil die alte Anlage einem Baugebiet weichen musste.
In Stotzheim befindet sich die Landesgeschäftsstelle des Landesverband des Lebenshilfe Nordrhein-Westfalen e. V. Mit seinen ebenfalls dort ansässigen Tochterunternehmen ist die Lebenshilfe Nordrhein-Westfalen mit über 800 Mitarbeitern der größte Arbeitgeber des Ortes.

## Politik
Stotzheim bildet mit Sielsdorf einen Stadtbezirk. Vertreten werden Stotzheim und Sielsdorf von Thomas Schepers (CDU). Willy Winkelhag ist seit 2022 Ortsvorsteher nach Nachfolger seines Bruders Otto Winkelhag, der dieses Amt über viele Jahre ausübte. Im Kreistag des Rhein-Erft-Kreis wird Stotzheim von Gerd Fabian (ebenfalls CDU) vertreten.

## Persönlichkeiten
- Johann Peter Weygold (1811-vor 1877), preußischer  Bürgermeister und Abgeordneter, geboren in Stotzheim
- André Greipel (* 1982), deutscher Radrennfahrer, lebte in Stotzheim